# L'Artijuela
L'Artijuela, anomenada també l'Artejuela, és una masia abandonada del terme municipal de Lludient, a l'Alt Millars, dins de la zona de parla castellana del País Valencià. Documentada des del segle xix, el 1934 tenia 28 habitants, xifra que minvà fins al 16 de dret i 15 de fet l'any 1940.
El seu topònim, però, sembla tenir un origen més remot, ja que deriva de la base ibèrica artea, possiblement derivada d'artus, que voldria dir alguna cosa relacionada amb els matolls, els arbustos o les alzines.
El mas està ubicat al marge septentrional de la rambla de santa Anna, per davall de la serra del Cabezo, del Morrón de l'Artijuela i del mas de Benito. Molt pròxim a la Casa Tadeo i a Los Gabites, es pot accedir amb vehicle fins a uns pocs metres abans d'arribar a l'Artijuela, per una llarga i tortuosa pista que arranca des de la carretera CV-198 (Toga - Argeleta), poc després de deixar enrere la primera de les localitats.